# Lisková
Lisková es un municipio del distrito de Ružomberok en la región de Žilina, Eslovaquia, con una población estimada a final del año 2024 de 1999 habitantes.
Se encuentra ubicado en el centro-sur de la región, cerca del curso alto del río Váh (cuenca hidrográfica del Danubio) y de la frontera con la región de Banská Bystrica.

## Demografía
| Año        | 1994 | 2004    | 2014    | 2024    |
| ---------- | ---- | ------- | ------- | ------- |
| Población  | 2106 | 2127    | 2117    | 1999    |
| Diferencia |      | +0,99 % | −0,47 % | −5,57 % |

| Año        | 2023 | 2024    |
| ---------- | ---- | ------- |
| Población  | 2010 | 1999    |
| Diferencia |      | −0,54 % |